# رنگسکا ویش (شهرستان کنجژن-کوژله)
رنگسکا ویش (به لهستانی:  Reńska Wieś) یک روستا در لهستان است که در گمینا رنگسکا ویش واقع شده‌است. رنگسکا ویش ۱٬۸۰۰ نفر جمعیت دارد.